# Fluprednidene 21-acetato
Il fluprednidene 21-acetato è una sostanza appartenente alla classe dei glucocorticosteroidi il cui utilizzo è sostanzialmente riservato all'uso topico nel trattamento di diversi disturbi cutanei.
Viene spesso associato a sostanze antimicotiche per il trattamento di dermatomicosi infiammatorie. In Italia viene venduto dalla società farmaceutica Almirall Hermal GmbH in associazione con un antimicotico (miconazolo) con il nome commerciale di Decoderm nella forma commerciale di crema contenente lo 0,1% di principio attivo.
In altri paesi viene anche commercializzato come unguento contenente lo 0,05% oppure 0.1% di steoroide.

## Farmacodinamica
Fluprednidene acetato è un glucocorticoide forte.
La molecola condivide con altre sostanze della medesima classe l'attività antiflogistiche, antiallergica, antipruriginosa ed antiproliferativa propria della classe dei corticosteroidi.

## Farmacocinetica
Le proprietà farmacocinetiche della molecola sono state valutate in studi sperimentali su animali (maiali).
A seguito di somministrazione per via topica, fluprednidene 21-acetato penetra rapidamente nello strato corneo dell'epidermide. Qui tende ad accumularsi e a rilasciarsi in maniera graduale. 
I corticosteroidi quando sono applicati localmente, in particolare per grandi aree cutanee, oppure in presenza di zone di pelle con lesioni, oppure a seguito di bendaggio occlusivo, possono essere assorbiti in quantità sufficiente a provocare effetti sistemici. 
Dopo applicazione topica una percentuale piuttosto bassa, variabile tra il 3% ed il 3.5%, di fluprednidene acetato viene successivamente ritrovata nel sangue e nelle urine delle 24 ore.

## Tossicologia
Studi sperimentali effettuati su animali (conigli, ratti) hanno permesso di evidenziare una tossicità acuta relativamente bassa.
La DL50 a seguito di somministrazione per via orale, così come per via intraperitoneale e sottocutanea, è risultata compresa tra 0,5 e 2,5 g/kg peso corporeo.
Dopo applicazione cutanea della crema la DL50 è stata determinata in 5000–10000 mg/kg.
Fluprednidene acetato non presenta caratteristiche mutagenetiche né di carcinogenicità.

## Usi clinici
Il composto è indicato nel trattamento delle dermatosi steroido sensibili, ed in particolare nella dermatite da contatto, dermatite seborroica, dermatite atopica, nonché nelle dermatiti irritative e negli eczemi da stasi. Quando associato ad un antimicotico può essere indicato nel trattamento delle fasi iniziali di alcune dermatomicosi infiammatorie, secondarie ad infezioni da dermatofiti, lieviti oppure funghi. Eczemi superinfettati da funghi

## Effetti collaterali e indesiderati
La comparsa di effetti collaterali sistemici può essere favorita dal ricorso a terapia occlusiva oppure quando vengono trattate ampie zone cutanee con dosi elevate di farmaco e per periodi di tempo prolungati.
A livello locale può manifestarsi atrofia della cute, strie cutanee, teleangectasia, dermatite acneiforme, ipertricosi, depigmentazione della cute. Più raramente è possibile che si verifichino reazioni allergiche o irritative o rash cutaneo.
In alcuni soggetti possono verificarsi anche follicolite e foruncolosi.

## Controindicazioni
Fluprednidene acetato è controindicato nei soggetti con ipersensibilità nota verso il principio attivo oppure uno qualsiasi degli eccipienti utilizzati nella preparazione farmacologica. È inoltre controindicato in caso di infezioni virali (ad esempio herpes simplex oppure herpes varicella-zoster) oppure in corso di affezioni cutanee specifiche, come la tubercolosi o la sifilide).